# Bernard Fitzpatrick, 2. Baron Castletown

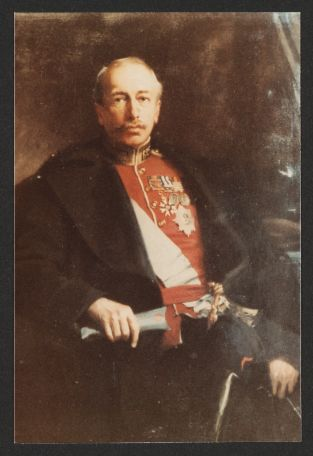
Bernard Fitzpatrick, 2. Baron Castletown (um 1900)

Bernard Edward Barnaby Fitzpatrick, 2. Baron Castletown KP, CMG, PC (I) (* 22. Juli 1849; † 29. Mai 1937 in Grantstown Manor, Abbeyleix, County Laois) war ein britischer Politiker der Conservative Party und Adeliger, der zwischen 1880 und 1883 Mitglied des Unterhauses (House of Commons) war. 1883 erbte er den Titel Baron Castletown und gehörte dadurch bis zu seinem Tod 1937 dem Oberhaus (House of Lords) als Mitglied an.

## Leben

### Familiäre Herkunft, Studium und Offizier
Fitzpatrick war das jüngste von sieben Kindern sowie der einzige Sohn des Politikers John Wilson FitzPatrick. Dieser war von 1837 bis 1841 für den Wahlkreis Queen’s County, zwischen 1847 und 1852 sowie zuletzt von 1865 bis 1869 Abgeordneter im Unterhaus und wurde am 10. Dezember 1869 als Baron Castletown, of Upper Ossory in the Queen’s County, in den erblichen Adelsstand der Peerage of the United Kingdom erhoben, wodurch er bis zu seinem Tod am 22. Januar 1883 Mitglied des Oberhauses war, sowie dessen Ehefrau Augusta Mary Douglas.
Seine älteste Schwester Edith Susan Esther Fitzpatrick war die Ehefrau des Schriftstellers und Diplomaten Charles Augustus Murray, der unter anderem Gesandter in der Schweiz, Gesandter in Persien und Gesandter in Sachsen sowie der zweite Sohn von George Murray, 5. Earl of Dunmore war. Seine zweitälteste und drittälteste Schwester verstarben jeweils im Kindbett. Seine viertälteste Schwester Augusta Frederica Annie FitzPatrick war in erster Ehe von 1851 bis zu dessen Tod bei der Schlacht bei Inkerman am 5. November 1854 mit Thomas Vesey Dawson, einem Oberstleutnant der Coldstream Guards und Sohn von Richard Dawson, 2. Baron Cremorne, verheiratet. Seine fünftälteste Schwester Olivia Amy Douglas Fitzpatrick war die Ehefrau von Sir John Gage Saunders Sebright, 9. Baronet. Die sechstälteste Schwester Cecilia Emily Emma FitzPatrick heiratete den Schauspieler, Schriftsteller Maler Lewis Strange Wingfield, einen Sohn von Richard Wingfield, 6. Viscount Powerscourt.
Bernard Fitzpatrick selbst absolvierte nach dem Besuch des renommierten Eton College ein Studium der Rechtswissenschaften und Geschichte am Brasenose College der University of Oxford, das er 1870 mit einem Bachelor of Arts (B.A. Law and History) abschloss. Nach einer Offiziersausbildung wurde er 1871 Offizier im Gardekavallerieregiment 1st Regiment of Life Guards und wurde zuletzt zum Hauptmann (Captain) befördert, ehe er 1874 aus dem Dienst der 1st Life Guards ausschied. Er übernahm 1876 die Funktion als Sheriff von Queen’s County, dem heutigen County Laois und schied am 17. Februar 1877 als Hauptmann der Royal Cork City Artillery aus dem aktiven Militärdienst aus.

### Unterhausabgeordneter, Baron Castletown und Oberhausmitglied

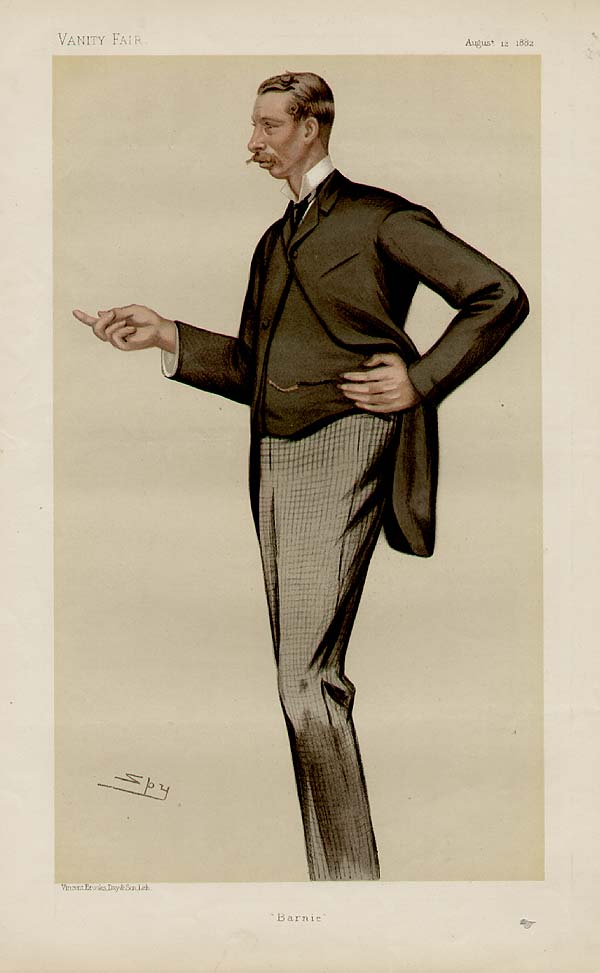
„Barnie“: Bernard Fitzpatrick, 2. Baron Castletown
(Karikatur von Leslie Ward (Spy) im Vanity Fair, 12. August 1882)

Am 31. März 1880 wurde Fitzpatrick als Kandidat der Conservative Party zum Mitglied des Unterhauses (House of Commons) gewählt und vertrat in diesem bis zum 22. Januar 1883 den Wahlkreis Portarlington. Während dieser Zeit war er zugleich Offizier der freiwilligen Kavallerieeinheit Royal East Kent Yeomanry und wurde am 8. Juli 1882 dort Hauptmann.
Beim Tod seines Vaters erbte er am 22. Januar 1883 den Titel als 2. Baron Castletown und wurde dadurch Mitglied des Oberhauses (House of Lords), dem er bis zu seinem Tod am 29. Mai 1937 mehr als 54 Jahre lang angehörte. In dieser Zeit nahm er bis 1909 an Sitzung des Oberhauses teil und befasste sich dort insbesondere mit Themen der Irlandpolitik wie dem Land Law Act (1881), Labourer’s Bill und Land Law Bill (1896, 1903), der Financial Relations Commission und Land Legislation (1897), der Wiederaufforstung Irlands (1905), dem Gesetzentwurf über Mieten in Städten (Town Tenants Bill, 1906), der Reform des Armenrechts (Irish Poor Law Reform, 1907), Grundstückskäufen (Irish Land Purchase, 1908) sowie zuletzt dem Bodengesetz (Irish Land Bill, 1909). Für seine langjährigen Verdienste wurde er im Juni 1902 Companion des Order of St. Michael and St. George (CMG).
Fitzpatrick wurde 1906 Nachfolger von Reginald Brabazon, 12. Earl of Meath als Kanzler der Royal University of Ireland und bekleidete diesen Posten bis zur Auflösung der Universität 1910. Während dieser Zeit wurde er am 29. Februar 1908 Ritter von St. Patrick (KP) sowie zugleich am 13. November 1908 Mitglied des Privy Council von Irland (PC (I)).
Am 23. April 1874 heiratete Fitzpatrick die am 11. März 1927 verstorbene Emily Ursula Clare St. Leger, die Tochter von Hayes St Leger, 4. Viscount Doneraile. Da diese Ehe kinderlos blieb und Fitzpatrick somit ohne männlichen Nachkommen verstarb, erlosch mit seinem Tod am 29. Mai 1937 der Titel des Baron Castletown.